# 山中恒三

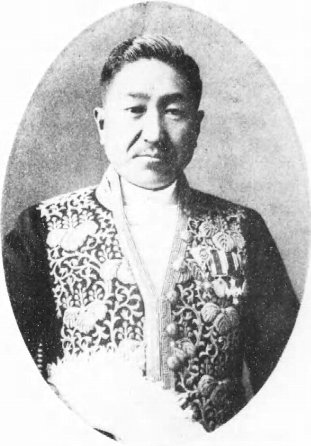
山中恒三

山中 恒三（やまなか つねぞう、1886年（明治19年）6月23日 - 1975年（昭和50年）7月1日）は、日本の内務官僚、弁護士。官選県知事。

## 経歴
山口県都濃郡富田村（新南陽市を経て現周南市）出身。山中安兵衛の二男として生まれる。第六高等学校を経て、1912年（明治45年）東京帝国大学法科大学法律学科（独法）を卒業。同年11月、文官高等試験行政科試験に合格。司法省に入省。1914年（大正3年）内務省に転じ三重県属となる
以後、三重県警視、同県安濃郡長、青森県理事官、岐阜県警察部長、北海道庁書記官・拓殖部長、福岡県書記官・内務部長、北海道庁土木部長などを歴任。
1929年（昭和4年）2月、富山県知事に就任。財政難のなか緊縮予算の編成を余儀なくされた。1931年（昭和6年）4月、埼玉県知事に転任。同年12月18日、滋賀県知事へ転任が発令されたが、三日後の12月21日に依願免本官となり退官した。
その後、帰郷して弁護士となり、農業も営んだ。